# ジーク・スプライル
エジキエル・スティーブン・スプライル（Ezekiel Stephen Spruill, 1989年9月11日 - ）は、アメリカ合衆国・バージニア州チェサピーク出身のプロ野球選手（投手）。右投右打。CPBL所属時の登録名は「史博威」。現在はFA。
本来は「スプライル」ではなく「スプルール」("SPROO-l")と読むのが正しい。この場合の「～ui」は前の音をそのまま伸ばす発音となる。

## 経歴

### プロ入りとブレーブス傘下時代

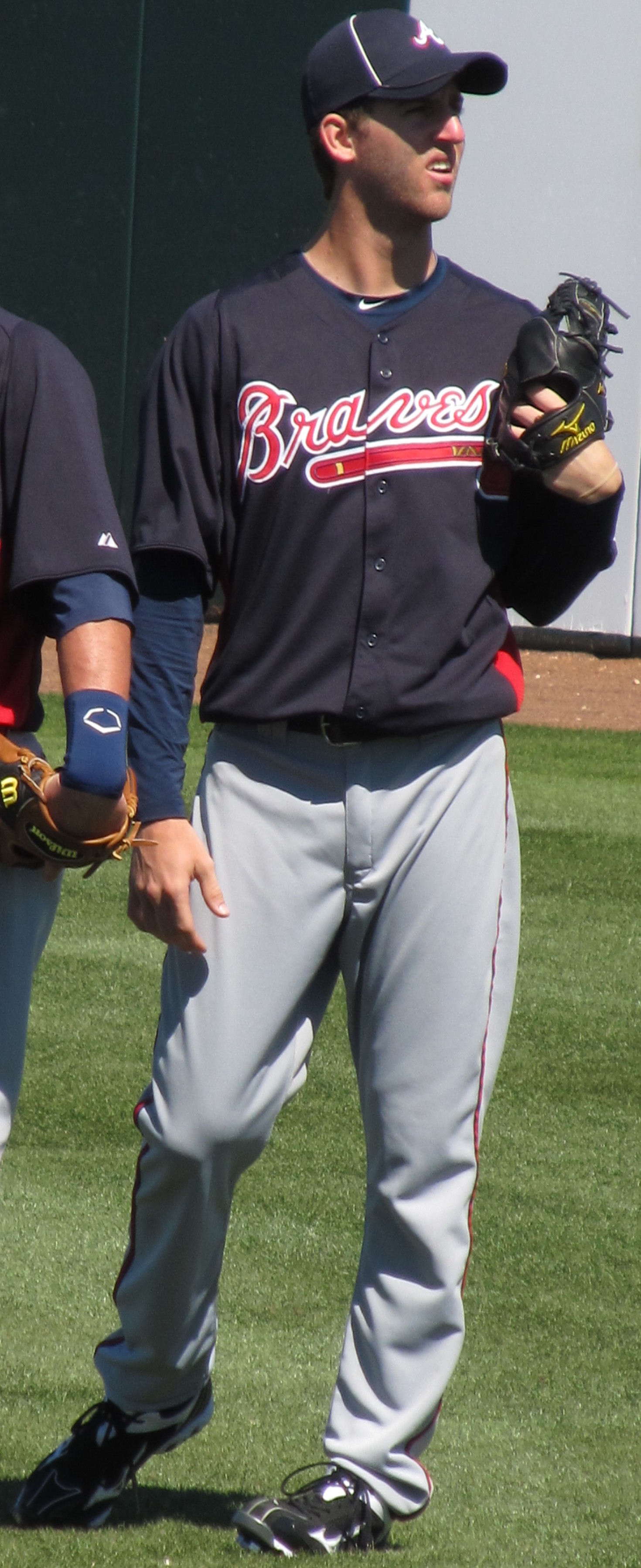
アトランタ・ブレーブス時代
(2012年3月5日)

2008年のMLBドラフトでアトランタ・ブレーブスから2巡目（全体70位）指名され、6月12日に契約した。この年は傘下のルーキー級ガルフ・コーストリーグ・ブレーブスでプレー。
2009年はA級ローム・ブレーブスでプレー。夏期にはルーキー級ガルフ・コーストリーグでプレーした。
2010年はA+級マートルビーチ・ペリカンズでプレー。この年もガルフ・コーストリーグでプレーした。
2011年はA+級リンチバーグ・ヒルキャッツでプレー。8月にAA級ミシシッピ・ブレーブスへ昇格した。
2012年はAA級ミシシッピで27試合に登板し、9勝11敗・防御率3.67だった。オフの11月20日に40人枠入りを果たした。

### ダイヤモンドバックス時代
2013年1月24日にクリス・ジョンソン、ジャスティン・アップトンとのトレードで、マーティン・プラド、ランドール・デルガド、ブランドン・ドルーリー、ニック・アーメドと共にアリゾナ・ダイヤモンドバックスへ移籍した。傘下のAA級モービル・ベイベアーズで開幕を迎え、6月21日にメジャー初昇格を果たした。同日のシンシナティ・レッズ戦でメジャーデビュー。4点リードの6回表から登板し、1回を投げ1安打無失点1奪三振だった。6月28日にAAA級リノ・エーシズへ降格した。8月1日に再昇格。同日のテキサス・レンジャーズ戦でメジャー初先発を果たしたが、4回を投げ7安打5失点で初黒星を喫し、8月11日のニューヨーク・メッツ戦では3回を投げ6安打5失点と結果を出せず、翌日AAA級リノへ降格した。この年は6試合に登板し0勝2敗・防御率5.56だった。
2014年3月3日にダイヤモンドバックスと1年契約に合意した。3月9日にAAA級リノへ異動した。5月25日にダブルヘッダーで登録枠が拡大されたため昇格し、同日のニューヨーク・メッツ戦・2試合目に登板したが、5.1回を10安打3失点と打ち込まれ、翌日にAAA級リノへ降格した。6月25日に再昇格し、同日のクリーブランド・インディアンス戦でリリーフとして6回から登板したが、3安打2失点と結果を残せず、翌日AAA級リノへ降格した。9月9日に再昇格した。9月14日のサンディエゴ・パドレス戦では1点リードの5回表から登板し、3回を1安打無失点に抑え、メジャー初勝利を挙げた。この年は6試合に登板し、1勝1敗・防御率3.57だった。オフの12月8日にDFAとなった。

### レッドソックス傘下時代
2014年12月12日にマイルス・スミスとのトレードで、ボストン・レッドソックスへ移籍した。
2015年は、40人枠には入ったものの昇格しないまま7月3日にDFAとなった。6日に傘下のAAA級ポータケット・レッドソックスに異動した。11月第1回WBSCプレミア12にアメリカ合衆国代表として出場した。グループリーグの韓国戦で6回無失点と好投したものの、勝利投手にはなれなかった。準決勝のメキシコ戦では5回1失点と好投し、勝利投手となった。

### 起亜タイガース時代
プレミア12での好投が評価され、2015年12月2日に韓国プロ野球の起亜タイガースと契約。2016年、起亜での登録名は「ジーク」。シーズンでは10勝を記録したが、同時に13敗とリーグ最多敗戦投手となるなどムラが大きく、同年限りで退団となった。

### Lamigoモンキーズ時代
2017年2月15日、台湾のLamigoモンキーズと契約。同年限りで退団。

### レンジャーズ傘下時代
2017年12月21日に、テキサス・レンジャーズとマイナー契約を結んだ。

### Lamigoモンキーズ復帰
2018年4月10日、台湾のLamigoモンキーズに復帰。
2019年5月20日、不振により解雇された。

## 詳細情報

### 年度別投手成績
| 年 度     | 球 団     | 登 板 | 先 発 | 完 投 | 完 封 | 無 四 球 | 勝 利 | 敗 戦 | セ 丨 ブ | ホ 丨 ル ド | 勝 率 | 打 者 | 投 球 回 | 被 安 打 | 被 本 塁 打 | 与 四 球 | 敬 遠 | 与 死 球 | 奪 三 振 | 暴 投 | ボ 丨 ク | 失 点 | 自 責 点 | 防 御 率 | W H I P |
| --------- | --------- | ----- | ----- | ----- | ----- | -------- | ----- | ----- | -------- | ----------- | ----- | ----- | -------- | -------- | ----------- | -------- | ----- | -------- | -------- | ----- | -------- | ----- | -------- | -------- | ------- |
| 2013      | ARI       | 6     | 2     | 0     | 0     | 0        | 0     | 2     | 0        | 0           | .000  | 55    | 11.1     | 17       | 3           | 5        | 0     | 1        | 9        | 0     | 0        | 11    | 7        | 5.56     | 1.94    |
| 2014      | ARI       | 6     | 1     | 0     | 0     | 0        | 1     | 1     | 0        | 1           | .500  | 99    | 22.2     | 27       | 0           | 4        | 0     | 1        | 14       | 0     | 0        | 11    | 9        | 3.57     | 1.37    |
| 2016      | 起亜      | 30    | 29    | 0     | 0     | 0        | 10    | 13    | 0        | 0           | .435  | 705   | 152.0    | 188      | 16          | 68       | 0     | 5        | 125      | 5     | 1        | 104   | 89       | 5.27     | 1.68    |
| 2017      | Lamigo    | 26    | 26    | 3     | 2     | 1        | 15    | 4     | 0        | 0           | .789  | 702   | 172.1    | 151      | 7           | 45       | 0     | 9        | 150      | 8     | 0        | 54    | 49       | 2.56     | 1.14    |
| 2018      | Lamigo    | 13    | 13    | 0     | 0     | 0        | 7     | 1     | 0        | 0           | .875  | 344   | 77.1     | 90       | 8           | 32       | 0     | 5        | 54       | 2     | 1        | 51    | 44       | 5.12     | 1.58    |
| 2019      | Lamigo    | 7     | 6     | 0     | 0     | 0        | 0     | 1     | 0        | 0           | .000  | 147   | 31.2     | 39       | 5           | 17       | 0     | 2        | 23       | 2     | 0        | 26    | 24       | 6.82     | 1.77    |
| MLB：2年  | MLB：2年  | 12    | 3     | 0     | 0     | 0        | 1     | 3     | 0        | 1           | .250  | 154   | 34.0     | 44       | 3           | 9        | 0     | 2        | 23       | 0     | 0        | 22    | 16       | 4.24     | 1.56    |
| KBO：1年  | KBO：1年  | 30    | 29    | 0     | 0     | 0        | 10    | 13    | 0        | 0           | .435  | 705   | 152.0    | 188      | 16          | 68       | 0     | 5        | 125      | 5     | 1        | 104   | 89       | 5.27     | 1.68    |
| CPBL：3年 | CPBL：3年 | 46    | 45    | 3     | 2     | 1        | 22    | 6     | 0        | 0           | .786  | 1193  | 281.1    | 280      | 20          | 94       | 0     | 16       | 227      | 12    | 1        | 131   | 117      | 3.74     | 1.33    |

- 2020年度シーズン終了時
- 各年度の太字はリーグ最高

### 年度別守備成績
| 年 度 | 球 団  | 投手（P） | 投手（P） | 投手（P） | 投手（P） | 投手（P） | 投手（P） |
| 年 度 | 球 団  | 試 合     | 刺 殺     | 補 殺     | 失 策     | 併 殺     | 守 備 率  |
| ----- | ------ | --------- | --------- | --------- | --------- | --------- | --------- |
| 2013  | ARI    | 6         | 0         | 2         | 0         | 0         | 1.000     |
| 2014  | ARI    | 6         | 0         | 2         | 1         | 0         | .667      |
| 2016  | 起亜   | 30        | 6         | 10        | 3         | 1         | .842      |
| 2017  | Lamigo | 26        | 14        | 22        | 3         | 3         | .923      |
| 2018  | Lamigo | 13        | 9         | 7         | 2         | 2         | .889      |
| 2019  | Lamigo | 7         | 4         | 5         | 0         | 0         | 1.000     |
| MLB   | MLB    | 12        | 0         | 4         | 1         | 0         | .800      |
| KBO   | KBO    | 30        | 6         | 10        | 3         | 1         | .842      |
| CPBL  | CPBL   | 46        | 27        | 34        | 5         | 5         | .924      |

- 2020年度シーズン終了時

### タイトル・表彰
CPBL
- 月間MVP：2回 （2017年4月、8月）

### 背番号
- 52（2013年 - 2014年）
- 28（2016年）
- 74（2017年、2018年 - 2019年）

### 代表歴
- 2015 WBSCプレミア12 アメリカ合衆国代表